# میدهرست، انتاریو
میدهرست، انتاریو (انگلیسی: Midhurst, Ontario) یک جامعه کوچک در اسپرینگواتر، انتاریو، کانادا نزدیکی بری است. جمعیت آن حدود ۳۰۰۰ نفر است